# 艾靈頓西站
艾靈頓西站（英語：Eglinton West Station）是一座多倫多地鐵央街－大學－士巴丹拿線車站，坐落加拿大安大略省多倫多艾倫道和艾靈頓西路的交界處，於1978年1月27日聯同該地鐵線的士巴丹拿段一起開幕。車站建築由加拿大建築師阿瑟·埃里克森與克利福德及洛里建築事務所共同設計。
多倫多公車局於1985年發表《網絡2011》大綱，當中提及在艾靈頓西站和多倫多皮爾遜國際機場之間的一段艾靈頓大道西設立一條快速公交線，待日後乘客量上升至一定程度後再改建成一條地鐵線。到了1990年代初，時任省長李博領導下的新民主黨省政府決定將該線以地鐵形式興建，並於1994年動工，率先在艾靈頓西站之下挖掘艾靈頓西地鐵線的月台。然而，安大略省於1995年省選後經歷政黨輪替，上台執政的新任保守黨政府取消艾靈頓西地鐵線項目，而艾靈頓西站之下已挖掘的月台空間亦被填回。
2000年代中，多倫多市政府宣佈在包括艾靈頓大道内的數條主要交通走廊興建輕鐵線，當中艾靈頓輕鐵線的部分路段將於地底運行，而該輕鐵線的艾靈頓西站月台將置於士巴丹拿線月台之下。項目於2011年動工，暫定於2020年通車。
下列由多倫多公車局營運的巴士線駛經艾靈頓西站：
- 32號艾靈頓西巴士線（Eglinton West）
- 63號奧星頓巴士線（Ossington）
- 109號蘭尼巴士線（Ranee）
- 307號艾靈頓西深宵巴士線（Eglinton West）
- 316號奧星頓深宵巴士線（Ossington）

## 外部連結
- 维基共享资源上的相關多媒體資源：艾靈頓西站
- （英文）TTC Eglinton West Station （页面存档备份，存于）－多倫多公車局網站 艾靈頓西站頁面